# ريل تايم ورلد
ريل تايم ورلد (بالإنجليزية: Realtime Worlds Ltd)‏، هي شركة بريطانية منحلة كانت تنتج وتطور ألعاب الفيديو، حيث أسست الشركة سنة 2002، وأُعلن حلها سنة 2010، وكان مقرها في مدينة دوندي البريطانية.

## المواقع الخارجية
- الموقع الرسمي السابق في قائمة آرشفة الانترنيت